# GovCERT (Danmark)
govCERT (Computer emergency response team) er det danske forsvars cyberkrigs-enhed og organiseret som en del af Forsvarsministeriet. 
Enheden blev oprettet i forbindelse med forsvarsforliget fra 2009, og står til at få flerdoblede midler som følge af et forlig , der er indgået i 2012. Siden 2012 har enheden været organiseret under Forsvarets Efterretningstjenestes Center for Cybersikkerhed, der også omfatter den militære varslingstjeneste for internettrusler, MILCERT og IKT-beredskab. Center for Cybersikkerhed fik via regeringsgrundlaget for S-SF-R fra 2011 større betydning, da det under Forsvarets Efterretningstjeneste kom til at stå for den samlede internetsikkerhed i Danmark. Dette giver GovCert flere beføjelser, da enheden undtages fra persondataloven, offentlighedsloven og forvaltningsloven, hvilket blandt andet betyder, at de må udlevere personfølsomme data til udenlandske efterretningstjenester og må bryde kryptering uden retskendelse.

## GovCERT-lov
GovCert er ikke omfattet af persondataloven, offentlighedsloven og forvaltningsloven, men har til gengæld en lov for sig selv, der hedder GovCERT-loven. Loven skelner mellem:
Pakkedata: Indholdet af internetbaseret kommunikation (fx emails, chatbeskeder på internettet og sms).
Trafikdata: Data, som behandles med henblik på overførsel af pakkedata (fx IP-adresser).
Følgende regler gælder for opbevaring af disse data:
1. Pakke- og trafikdata, der knytter sig til en sikkerhedshændelse, må højst opbevares i 3 år.
2. Pakkedata, der ikke nytter sig til en sikkerhedshændelse, må højst opbevares i 14 dage og under normale omstændigheder kun i 6 dage.
3. Trafikdata, der ikke knytter sig til en sikkerhedshændelse, må højst opbevares i 12 måneder.

I loven står der yderligere, at alle, der virker inden for GovCert har tavshedspligt. I 2014 blev et forslag om ændring af GovCERT-loven fremsat, hvilket blandt andet indebar udvidelse af muligheden for at opbevare pakkedata fra 14 dage til 13 måneder. Dette blev kritiseret i Institut for Menneskerettigheders evaluering af forslaget, da det bryder med individets ret til privatliv.

## Budget
govCERT har i dag (2012), ifølge forligsteksten, et budget på 40 mio. kr. pr. år. Bevillingen vokser i de kommende år, så GovCert i 2016 vil have et årligt budget på 150 mio. kr.

## Ledelse
8. oktober 2012 opslog forsvarsministeriet en jobannonce, hvor der blev søgt en Centerchef, en chef for Krisestyring og operationer og en chef for policy og jura. Det er endnu ikke kendt, hvem der kommer til at besætte stillingerne.

## Assistance
govCERT tilbyder assistance til offentlige myndigheder, danske virksomheder og organisationer, der har været udsat for hacker-angreb. Det fremgår af GovCERTs hjemmeside .

## Adresse
govCERT har postadresse hos Forsvarsministeriet, Holsteinsgade 63, 2100 København Ø.

### Fodnoter
1. ↑  AFTALE PÅ FORSVARSOMRÅDET 2013-2017 - forsvarsforliget (Webside ikke længere tilgængelig)
2. 1 2  "Sådan behandles data i GovCERT". Arkiveret fra originalen 10. marts 2014. Hentet 10. marts 2014.
3. 1 2  "Ofte stillede spÃ¸rgsmÃ¥l vedrÃ¸rende GovCERT_v4_avi" (PDF). Arkiveret fra originalen (PDF) 10. marts 2014. Hentet 10. marts 2014.
4. ↑  Hemmelig tjeneste får magten over private data - Politiken.dk
5. ↑  Lov om behandling af personoplysninger ved driften af den statslige varslingstjeneste for internettrusler m.v. - retsinformation.dk
6. ↑  "Arkiveret kopi" (PDF). Arkiveret fra originalen (PDF) 11. marts 2014. Hentet 10. marts 2014.
7. ↑  govCERTs danske hjemmeside (Webside ikke længere tilgængelig)